# Jewelry Trade Center
El Jewelry Trade Center es un rascacielos de uso mixto de 59 plantas situado en el distrito de piedras preciosas de Silom Road en Bangkok, Tailandia. Diseñado por Hellmuth, Obata and Kassabaum, el edificio fue completado en 1996. Es actualmente el octavo edificio más alto de Tailandia. Fue el edificio más alto de Tailandia cuando se completó.
El edificio es el centro más grande de Bangkok para la venta, suministro y distribución de joyas, y uno de los más grandes de Asia. Contiene un laboratorio de prueba de joyas completamente equipado gestionado por el Instituto Asiático de Ciencias Gemológicas (AIGS por sus siglas en inglés). La Galería Silom situada en la plaza inferior del edificio es un gran espacio comercial de arte, antigüedades y joyas. El edificio también contiene bancos, restaurantes, un gimnasio, un salón de belleza, una oficina de correos, una oficina de aduanas y condominios residenciales.
La torre está construida en una parcela de terreno de 9,5 rai, o aproximadamente 4,5 acres (18 000 m²). Los socios del proyecto incluyen Henry Ho (de Bijoux Holdings), Samrit Chirathivat (director ejecutivo del Central Group, sustituido posteriormente por Vanchai Chirathivat), Vichai Maleenont (de Bangkok Entertainment, operador del Canal 3 de televisión), y Chatri Sophonpanich (director ejecutivo del Banco de Bangkok).